# خانه تسخیر شده ۲
خانه تسخیر شده ۲ (انگلیسی: A Haunted House 2) فیلمی در ژانر کمدی، نقیضه، کمدی ترسناک، و ترسناک است که در سال ۲۰۱۴ منتشر شد. از بازیگران آن می‌توان به مارلون وینز اشاره کرد.
این فیلم ادامه فیلم خانه تسخیر شده می‌باشد . موضوع فیلم نقیضه‌ای از فیلم احضار (فیلم ۲۰۱۳) و فیلم های دیگر می‌باشد.

## بازیگران
- مارلون وینز مالکوم جانسون[۳]
- جیمی پرسلی مگان[۳]
- اسنس اتکینز کیشا دیویس[۳]
- دیو شریدن (هنرپیشه)
- افیون کرکت ری ری[۳]
- سدریک اینترتینر
- گابریل ایگلسیاس
- اشلی ریچاردز
- میسی پایل نورین
- هیز مک‌آرتور ند
- ریک اورتون